# Bolt (ätt)
Bolt var en norsk medeltida uradlig ätt som härstammar från Østfold.
Släktens äldste kände stamfader är Kolbein Berdorsen på Flesberg i Våler, Østfold (nämnd 1333). Från honom härstammar två grenar genom sönerna Berdor (nämnd 1357–1370) och Aslak (nämnd som rådmann i Oslo under 1350-talet).

## Historia
Dess mest framstående medlem var Aslak Harniktsson Bolt (född ca 1375, död 1450) som 1407 blev biskop i Oslo, 1408 i Bergen och 1428 ärkebiskop.
Aslak Bolt var den förste norske ärkebiskop, som oavbrutet förde titeln "den påvliga stolens legat". Bolt är emellertid mest känd som politiker och 1436 deltog han i mötet i Kalmar, där ett förslag till ny unionsakt utarbetades. Under tronledigheten efter konung Kristofers död var han ledare för den grupp av stormän och kyrkfolk, som ville ha en förening med Sverige under Karl Knutsson.
En av ättens mes kända medlemmar var Amund Sigurdsson Bolt, som gjorde sig känd som upprorsledare mot Erik av Pommern 1436–1437 och ledde allmogen i Oslofjordområdet i detta uppror som bottnade i en del av Erik av Pommerns politik. Upproret var antagligen inspirerat av Engelbrekt Engelbrektssons uppror i Sverige 1434–1436, där bönder i Dalarna mobiliserades för att kämpa mot Erik av Pommerns regim. I ett brev från Danzig daterat 10 mars 1436 berättar Engelbrekt om ett uppror mot Erik som även var i full gång i Norge. En förlikning mellan de norska rebellerna och riksrådet undertecknades i Jersø nära Tønsberg i juni 1436. Ett vapenstillestånd skulle gälla till oktober då Riksrådet och fem lekmän skulle träffas i Oslo för att höra de allmänna klagomålen. Detta möte kom inte till stånd, men Akershus hövitsman, Svarte Jøns Nilsson, distanserade sig från upproret. Han lär enligt vissa källor ha blivit utsatt för en våldsam död. Dock är källmaterialet relativt tunt. I sentida forskning avstår man därför att uttalanden då inte vet mycket om Amund Sigurdssons ytterligare öde. Han var i vart fall död före 1463.
Gertrud Amundsdotter var gift med Peder Ulfsson (död 1437–1442) och en av deras söner fick namn efter sin morfar Amund Bolt och förde till en början Bolts vapen, vilket han senare utbytte mot fädernevapnet en ros. Han fick sonen Amund (Anund) Bolt (död ca 1485).

## Tronstad

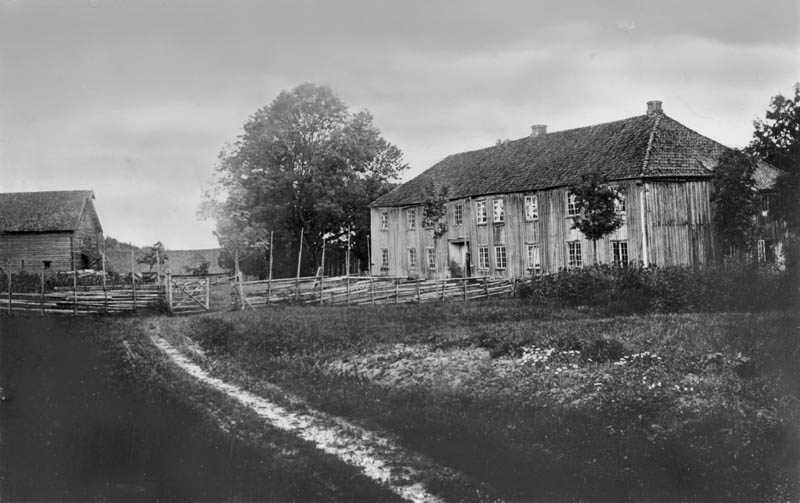
Tronstad gård 1899

Agmund Berdorsson Bolt kan genom köp eller pant ha förvärvat Trondstad av Kolbjørn Torgilsson, eller dennes arvingar. Därefter har godset under hundra år gått i arv till den efterkommande släkten. Olav Eriksson til Tronstad och hans änkemoder Gudrun Håkonsdotter Bolt kan ha befunnit sig i ekonomiskt trångmål 1490 och därför inte motsatt sig att Anders van Bergen och biskop Herlog Vigleiksson 1491 begärt att överta merparten av egendomen från dem och deras arvingar genom inlösen.
Gudrun Olavsdatter til Tronstad var dotter till Olav och gifte sig med Anders Ulvsson Lindorm (1480–1544) från Tjuvkil, tillhörande Bohus läns lågfrälse. Under lång tid därefter tvistade hon och hennes arvingar med Østråtätten om Boltättens odelsrätt till godsegendomen i Trondstad, genom processer.
År 1544 sålde Olavs och Tores dotterdöttrar, Margrete och Anne Andersdöttrar, och deras män, Ulv Gjermundsson på Tjuvkil och Sveinung Torbjørnsson på Instön, odalsrätten till godset som efterlämnades av Olav Eriksson, och hans mor, Gudrun. Köparna var ärlige och välbördade Peder Hanssøn (Litle/Basse) och hans hustru Ingeborg Nilsdotter.
Trots detta reste Bolt-släktens efterkommande ätt Lindorm från Tjuvkil krav ända till 1580, då Margareta Andersdatter Lindorms barn Ulf Ulfsson (Ulv Ulvsson), Karen Ulfsdatter och Gro Ulfsdatter (gift med Nils Pedersson), samt Anna Andersdatters barn Olof Svenningsson och Arne Svenningsson stämde Peder Hanssøn Litle på Akershus och hans hustru om att Ingeborg Nilsdatter skulle anses ha odalsrätt till det 1544 försålda godset Tronstad. Utgången i målet blev att rätten stadfäste det tidigare förhållandet mellan parterna. Således förlorade Lindormsätten sitt anspråk på Trondstad för all framtid.